# Filiz Ahmet
Filiz Ahmet (* 15. dubna 1981, Skopje, Jugoslávie) je turecká divadelní a televizní herečka narozená v Makedonii. Nejvíce je známá díky svým rolím Zarife v seriálu Farewell Rumelia a Nigar Kalfy v seriálu Velkolepé století.

## Mládí
Filiz Ahmet se narodila v Skopje v Jugoslávii, dnešní Severní Makedonii. Hlásí se k turecké národnosti, občanství má jak v Turecku, tak i Makedonii. Její matka pracuje jako nápověda v divadle, zatímco její otec Lütfü Seyfullah byl Makedonec tureckého původu a byl divadelním hercem.
Poprvé vystoupila jako herečka v divadelní hře Idiot, kterou napsal Fjodor Michajlovič Dostojevskij. K divadlu chová hlubokou lásku a jako herečka v divadlech působí od svých šesti let.
Její dětství bylo poznamenáno jugoslávskou válkou. Během tohoto konfliktu její rodina odešla do Švédska a později, když jí bylo 15 let, se vrátili zpět do Makedonie. V roce 2003 Filiz odmaturovala z medicíny na akademii ve Skopje.
Filiz mluví hned několika jazyky - makedonsky, albánsky, turecky, švédsky, anglicky, srbsky a bulharsky.

## Kariéra
Filiz Ahmet jako divadelní herečka získala mnoho ocenění. Nikdy neplánovala stát se filmovou herečkou, díky divadlu byla velmi vytížená a měla velmi málo času na další aktivity. V televizi se poprvé objevila v roce 2007 v roli Zarife v seriálu Farewell Rumelia. V této roli mohla využít svého makedonského přízvuku. Po skončení seriálu dostala nespočet dalších nabídek do seriálů. V roce 2009 si zahrála ve filmu Balkánská svatba v roli Galiny.

#### Velkolepé století
V roce 2010 přijala Filiz roli Nigar Kalfy v historickém tureckém seriálu Velkolepé století. Seriál byl velmi populární jak v Turecku, tak i v balkánských zemích. Mimo jiné byl odvysílán ve 45 zemích světa. Po celém světě seriál shlédlo 204 milionů diváků.
Za tuto roli získala mnoho pozitivních ohlasů, včetně filmových kritiků.